# Lac Chartrand
Le lac Chartrand est un lac d'eau douce situé dans la municipalité de Notre-Dame-de-la-Paix, administré par la municipalité régionale de comté de Papineau, dans la région administrative de l'Outaouais, au Québec, au Canada.

## Géographie
Ce lac, d'une superficie d’environ 5 ha, est situé juste à l’ouest du lac Vert, sur le territoire de Kenauk Nature. Il possède une profondeur moyenne de 1,5 m et une profondeur maximale de 7,6 m. Il est alimenté par un petit ruisseau innomé et se déverse également dans ce même ruisseau.

## Toponymie
Le toponyme « Lac Chartrand » a été officialisé le 5 décembre 1968 à la Commission de toponymie du Québec.

## Faune et flore

### Poissons
Le lac est principalement peuplé de truites mouchetées, car il est ensemencé avec cette espèce par Kenauk Nature.